# Leonie Rysanek

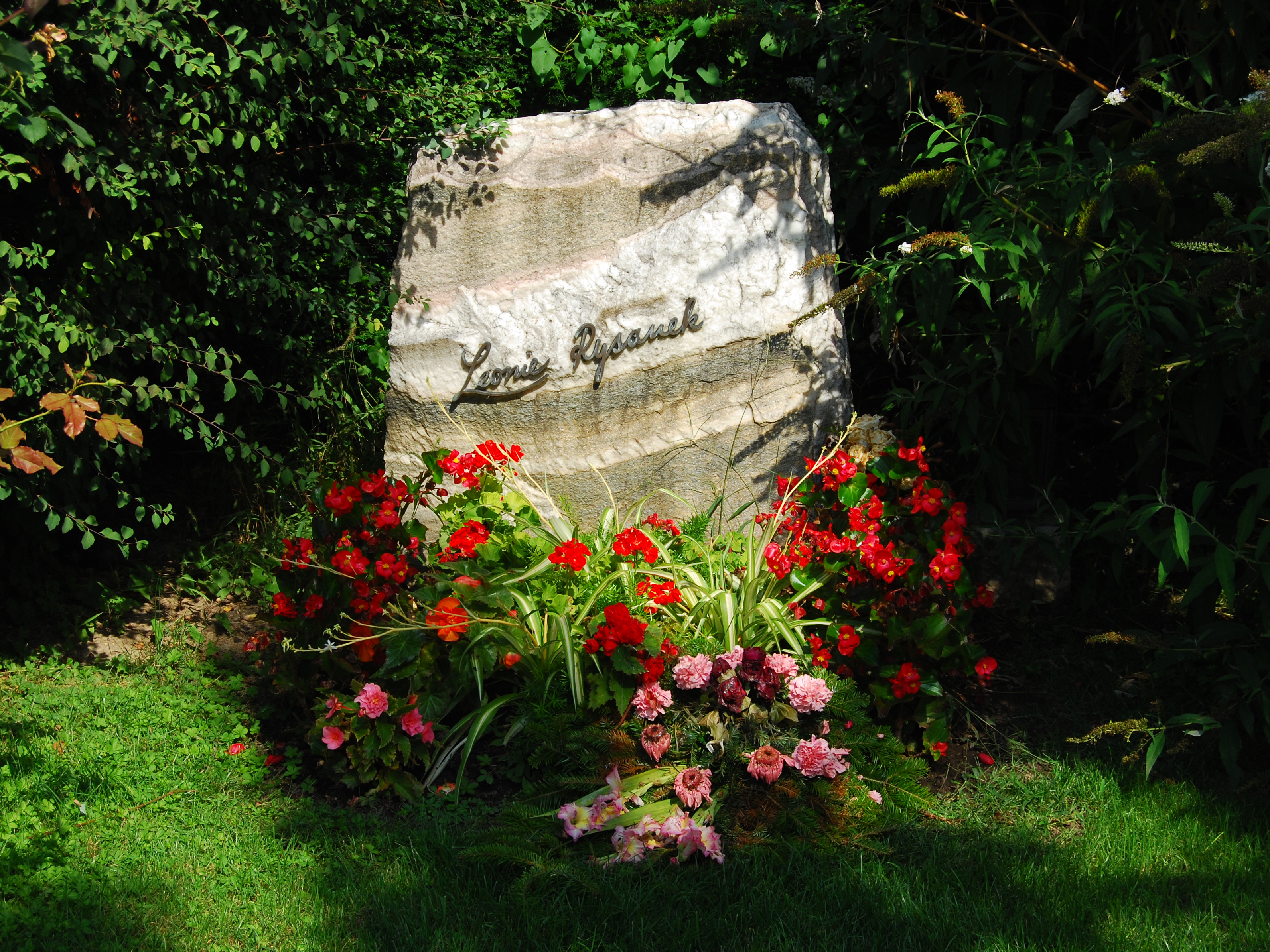
Nagrobek artystki na cmentarzu Centralnym w Wiedniu

Leonie Rysanek (ur. 14 listopada 1926 w Wiedniu, zm. 7 marca 1998 tamże) – austriacka śpiewaczka (sopran).
Studiowała w Konserwatorium Wiedeńskim pod kierunkiem Alfreda Jergera i Rudolfa Grossmana. Debiutowała w operze w Innsbrucku w 1949 partią Agaty w Wolnym strzelcu Webera. W 1951 wykonała partię Sieglindy w Walkirii Wagnera, zwracając na siebie uwagę krytyki i publiczności. Od 1952 była solistką opery w Monachium, a od 1954 wiedeńskiej Stadtsoper. W londyńskiej Covent Garden wystąpiła po raz pierwszy w 1953 jako Danae w Miłości Danae R. Straussa. W 1956 debiutowała w Stanach Zjednoczonych partią Senty w Holendrze tułaczu Wagnera w San Francisco, a w 1959 wystąpiła po raz pierwszy w nowojorskiej Metropolitan Opera jako Lady Makbet w Makbecie Verdiego.
Do repertuaru Rysanek należały partie Elektry w Elektrze R. Straussa, Salome w Salome R. Straussa, Elzy w Lohengrinie Wagnera, Elżbiety w Tannhäuserze Wagnera, Aidy w Aidzie Verdiego, Cesarzowej w Kobiecie bez cienia R. Straussa, Toski w Tosce Pucciniego, Turandot w Turandot Pucciniego, Leonory w Fideliu Beethovena, Desdemony w Otellu Verdiego, Elżbiety w Don Carlosie Verdiego, Marszałkowej w Kawalerze srebrnej róży R. Straussa. W połowie lat 80. włączyła do repertuaru partie mezzosopranowe (Kostelnicka w Jenůfie Janáčka, Klitajmestra w Elektrze R. Straussa, Herodiada w Salome R. Straussa, Hrabina w Damie pikowej Czajkowskiego).
Zakończyła karierę w 1996 mając w swoim dorobku ponad 2100 występów.